# پل فیلدینگ
پل فیلدینگ (انگلیسی: Paul Fielding؛ زادهٔ ۴ دسامبر ۱۹۵۵) بازیکن فوتبال است.